# Georg Heinrich Zincke

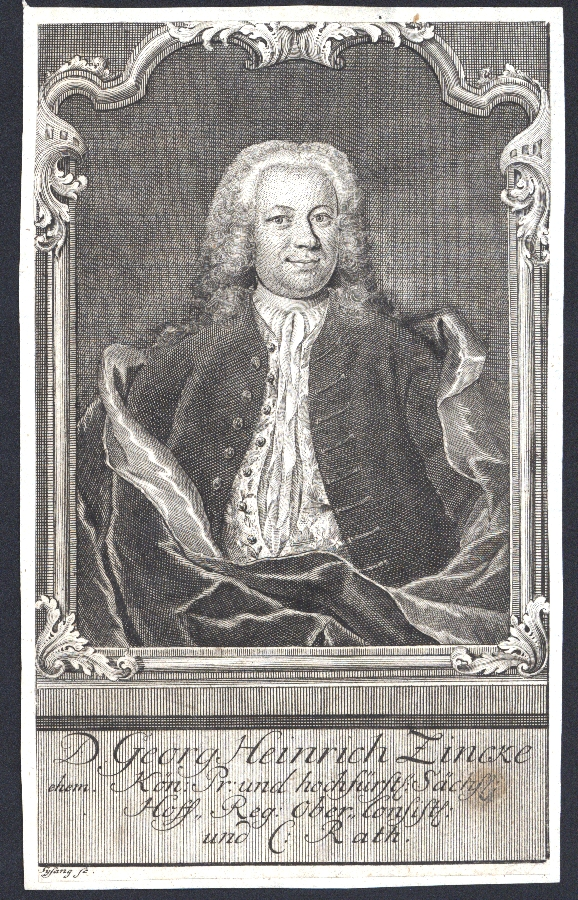
Georg Heinrich Zincke

Georg Heinrich Zincke(n) (* 27. September 1692 in Altenroda; † 15. August 1768 in Braunschweig) war ein deutscher Jurist, Wirtschaftswissenschaftler und Minister an den Höfen in Weimar und Braunschweig-Wolfenbüttel.

## Leben und Wirken
Georg Heinrich Zincke(n), Sohn des örtlichen Predigers gleichen Namens, stand zunächst als einfacher Soldat bzw. als Unteroffizier in Kriegsdiensten und geriet in französische Kriegsgefangenschaft, aus der er aber fliehen konnte. Dann erst begann Zincke mit dem Studium, zunächst ab Ende 1709 in Theologie und Philosophie an der Universität Jena. Nach der Promotion ging er 1714 nach Erfurt, begann zu predigen und zu unterrichten, studierte ab 1716 an der Universität Halle Jurisprudenz und wurde 1720 in Erfurt ein zweites Mal, dieses Mal zum Dr. jur., promoviert. Seine erste Berufsstation war die eines Advokaten in Halle (Saale), wo in zweiter Ehe als jüngster von drei Söhnen Carl Friedrich Wilhelm Zincken, nachmaliger Auditeur des Generalstabs der braunschweigischen Truppen im Amerikanischen Unabhängigkeitskrieg, 1729 geboren wurde. Auch hielt Zincke hier erste Vorträge über Kameralismus. Bevor Herzog Ernst August I. ihn um 1732 zum wirklichen Hof-, Regierungs- und Ober-Consistorialrat (= Minister) in Weimar ernannte, stand er auch als „Königlich Preußischer Cammer-Fiscal und Commißions-Rath“ in Diensten Friedrich Wilhelm I. von Preußen.
1734 oder 1735 wurde er durch einen Konkurrenten bei Hofe – vermutlich zu Unrecht – denunziert und ein Inquisitionsverfahren gegen ihn angestrengt, das ihn in den Hauptpunkten der Anklage entlastete, dennoch mit einer lebenslangen Haftstrafe endete. Wohl durch Intervention des Markgrafen Friedrich von Bayreuth wurde Georg Heinrich Zincke 1739 begnadigt, wurde allerdings – unter Verlust seiner Amtstitel – ausgewiesen. Nach einem dreiviertel Jahr Erholungsaufenthalt bei Hofe in Saalfeld (Saale) auf Einladung des Herzogs Christian Ernst von Sachsen-Coburg-Saalfeld plante er, ein Lehramt in St. Petersburg anzunehmen. Auf dem Weg dorthin überredete ihn sein akademischer Freund Carl Otto Rechenberg 1740 zum Verbleib in Leipzig, wo er an der Universität Leipzig einen Lehrauftrag im gerade neu gegründeten Fach der Kameralwissenschaften erhielt und zudem mit Vorlesungen an der juristischen Fakultät begann.
In Leipzig intensivierte Zincke seine publizistische Tätigkeit. Da er die vorliegenden Lehrbücher der Kameralwissenschaft für nicht ausreichend erachtete, verfasste er selbst einen ersten „Grund-Riß einer Einleitung zu denen Cameral-Wissenschaften“, erschienen 1742, in dem er Grundsätze zum Unterricht an „hohen Schulen“ entwickelte. Im gleichen Jahr begann Zincke mit der Herausgabe eines Ökonomie-Periodikums, der „Leipziger Sammlungen von Wirthschafftlichen= Policey= Cammer= und Finantz=Sachen“. Ende 1745 verließ er Leipzig und folgte dem Ruf Herzogs Karl I., der ihn zum wirklichen Hof- und Kammerrat (= Minister) im Fürstentum Braunschweig-Wolfenbüttel ernannte, außerdem zum Professor für Rechtswissenschaft und Assessor der juristischen Fakultät an der Universität Helmstedt. Im Februar 1746 wurde Zincke darüber hinaus zum Mitglied des Kuratoriums am in Braunschweig neu gegründeten Collegium Carolinum bestellt und erhielt hier die Professur für Kameral- und Polizeywissenschaften.
Zincke systematisierte und verwissenschaftlichte das noch junge Fach der Kameralwissenschaften und gilt damit als einer der frühesten Wirtschaftswissenschaftler in Deutschland. In seiner für die Kameralwissenschaften des 18. Jahrhunderts maßgeblichen „Cameralisten-Bibliothek“, erschienen 1751/52 in Leipzig, unterteilte Georg Heinrich Zincke die Ökonomik in die „General-Oeconomic“, die sich mit der theoretischen Betrachtung der „allgemeinen Regeln der Wirthschaft“ befasst und die „Special-Oeconomic“, die einzelne Wirtschaftsbereiche detailliert beleuchtet. Zinckes Systematik der „Classen Oeconomischer Sachen“ gab einen guten Einblick in die Vielfalt der Kameralwissenschaft. Die „Anfangsgründe der Cameralwissenschaft“ von 1755 waren mit ein erster Versuch, die Lehren des Kameralismus systematisch zusammenzufassen bzw. als Wissenschaft – jenseits bloßer praktischer Handlungsanweisungen – zu begründen und waren mit die erste Arbeit in Deutschland, die sich dezidiert mit Problemen einer „Betriebswirtschaftslehre“ auseinandersetzte. Georg Heinrich Zincke blieb bis zu seinem Tod 1768 am Collegium Carolinum und war darüber hinaus im Auftrag der fürstlichen Kammer mit der Aufsicht verschiedener merkantiler Einrichtungen betraut, beispielsweise der Maulbeerbaumzucht oder dem Seidenbau.

## Werke (Auswahl)
- Allgemeines Oeconomisches Lexicon; Darinnen nicht allein Die Kunst-Wörter und Erklärungen dererjenigen Sachen, welche theils in der Oeconomie überhaupt, theils insonderheit in einer vollständigen Landwirtschafft und Haushaltung von Acker- Feld- Holtz- Hopffen- Obst- Wein- und Garten-Bau, Wiesewachs, Fischerey, Jägerey, Bierbrauerey, Brantweinbrennerey, Viehzucht, ja auch bey diesen allen von der Stadt-Wirtschafft insgemein zu wissen nöthig, ingleichen was hiernächst vom Bauwesen bey Anlegung gantzer wirtschafftlicher Gebäude, wie auch von Machinen, Instrumenten und Werckzeugen, oder sonst bey täglichen Verrichtungen im Hause, Küche und Keller vorzukommen pfleget, Und was zum Policey- und Cammer-Wesen von der Oeconomie gehöret, in möglichster Kürtze beschrieben, zu finden ist …. Leipzig 1731; (Digitalisat) Ausgabe 1764 der Universitäts- und Landesbibliothek Düsseldorf.
- Grund-Riß einer Einleitung zu denen Cameral-Wissenschaften. Teil 1, Leipzig 1742.
- Teutsches Real-, Manufactur- und Handwercks-Lexicon. Teil 1, A–F, Leipzig 1745.
- (Hrsg.): Curieuses und reales Natur-, Kunst-, Berg-, Gewerck- und Handlungslexicon. Leipzig 1746 (erweiterte Neuauflage des Lexikons Paul Jacob Marpergers gleichen Titels, Leipzig 1712, mit einer Vorrede Johann Hübners).
- Cameralisten-Bibliothek. Teile 1–4, Leipzig 1751–1752.
- Unterricht vom Seidenbau. Wolfenbüttel 1753.
- Anfangsgründe der Cameralwissenschaft. Worinne dessen Grundriß weiter ausgeführet und verbessert wird. Leipzig 1755.
- Abhandlung von der Wirthschaftskunst der Armen und Dürftigen sammt denen allgemeinen Regeln ihrer Wirthschaft. Hoffmann, Düsseldorf 1759 (Digitalisat).
- (Hrsg.): Leipziger Sammlungen von Wirthschafftlichen= Policey= Cammer= und Finantz=Sachen. Leipzig 1742–1761/67.